# Andrés Sabido
Andrés Sabido Martín (født 13. november 1957 i Madrid, Spanien) er en spansk tidligere fodboldspiller (forsvarer).
Sabido startede sin karriere hos Real Madrid i sin fødeby, og var tilknyttet klubben frem til 1982. Han var med til at vinde tre spanske mesterskaber og to Copa del Rey-titler med klubben, og var også med på holdet der nåede Mesterholdenes Europa Cup finale 1981, der dog blev tabt til Liverpool fra England.
I de sidste år af sin karriere var Sabido tilknyttet henholdsvis RCD Mallorca og Osasuna.

## Titler
La Liga
- 1978, 1979 og 1980 med Real Madrid

Copa del Rey
- 1980 og 1982 med Real Madrid